# Чемпионат мира по горнолыжному спорту 1985
28-й чемпионат мира по горнолыжному спорту прошёл с 31 января по 10 февраля 1985 года в Бормио (Италия).

## Общий медальный зачёт
| Место | Страна     | Золото | Серебро | Бронза | Всего |
| ----- | ---------- | ------ | ------- | ------ | ----- |
| 1     | Швейцария  | 4      | 3       | 1      | 8     |
| 2     | Франция    | 1      | 1       | 0      | 2     |
| 3     | США        | 1      | 0       | 3      | 4     |
| 4     | ФРГ        | 1      | 0       | 0      | 1     |
| 4     | Швеция     | 1      | 0       | 0      | 1     |
| 5     | Австрия    | 0      | 4       | 1      | 5     |
| 6     | Люксембург | 0      | 1       | 1      | 2     |
| 7     | Италия     | 0      | 0       | 1      | 1     |

## Медалисты

### Мужчины
| Дисциплина        | Золото            | Серебро            | Бронза          |
| ----------------- | ----------------- | ------------------ | --------------- |
| Скоростной спуск  | Пирмин Цурбригген | Петер Мюллер       | Дуглас Льюис    |
| Гигантский слалом | Маркус Васмайер   | Пирмин Цурбригген  | Марк Жирарделли |
| Слалом            | Йонас Нильссон    | Марк Жирарделли    | Роберт Цоллер   |
| Комбинация        | Пирмин Цурбригген | Эрнст Ридльшпергер | Томас Бюрглер   |

### Женщины
| Дисциплина        | Золото         | Серебро                       | Бронза          |
| ----------------- | -------------- | ----------------------------- | --------------- |
| Скоростной спуск  | Микела Фиджини | Ариане Эрат Катарина Гутензон |                 |
| Гигантский слалом | Дайанн Рофф    | Элизабет Кирхлер              | Эва Твардокенс  |
| Слалом            | Перрин Пелен   | Кристель Гиньяр               | Паолетта Магони |
| Комбинация        | Эрика Хесс     | Сильвия Эдер                  | Тамара Маккинни |